# Chu kỳ quỹ đạo

Hai vệ tinh của Sao Hỏa quay quanh nó.

Chu kỳ quỹ đạo là thời gian mà một thiên thể hoàn thành một vòng quỹ đạo quanh thiên thể trung tâm. Trong thiên văn học, nó có thể là các hành tinh hay tiểu hành tinh quay quanh Mặt Trời, các vệ tinh quay quanh hành tinh, các ngoại hành tinh quay quanh các ngôi sao hay sao đôi khác.
Đối với các thiên thể nói chung, chu kỳ theo sao (năm/tháng thiên văn) được coi là chu kỳ quỹ đạo đích thực, được xác định bằng một vòng quay 360°Của thiên thể quỹ đạo quanh thiên thể trung tâm, chẳng hạn Trái Đất quay quanh Mặt Trời, so với các sao cố định chiếu trên thiên cầu. Chu kỳ quỹ đạo còn có thể có nhiều cách định nghĩa khác nhau.
Các chu kỳ trong thiên văn học có thể được biểu diễn bằng đơn vị thời gian phù hợp, thường là bằng giờ, ngày, tháng hay năm. Một chu kỳ cũng có thể được xác định dưới một điều kiện thiên văn cụ thể, hầu hết gây ra bởi ảnh hưởng hấp dẫn nhỏ từ ngoài hệ bởi các thiên thể khác. Những biến thiên đó cũng bao gồm vị trí thực của khối tâm hấp dẫn giữa hai thiên thể, nhiễu loạn bởi các hành tinh ngoài hệ, cộng hưởng quỹ đạo, hiệu ứng tương đối rộng... Những vấn đề này được nghiên cứu bởi các lý thuyết thiên văn chi tiết và phức tạp của ngành cơ học thiên thể, và sử dụng dữ liệu quan sát chính xác vị trí của các thiên thể của trắc lượng học thiên thể.

## Các chu kỳ liên quan
Có nhiều loại chu kỳ (periods) liên quan đến quỹ đạo của các thiên thể, thường được sử dụng trong nhiều ngành khác nhau của thiên văn học và vật lý thiên văn, nhưng đặc biệt không nên nhầm lẫn chúng với các chu kỳ vòng quay khác, chẳng hạn chu kỳ tự quay. Ví dụ của một số loại chu kỳ quỹ đạo phổ biến gồm sau đây:
- Chu kỳ theo sao hay chu kỳ thiên văn (sidereal) là thời gian cần thiết để một thiên thể hoàn thành một vòng quỹ đạo tương đối với các ngôi sao cố định, nó còn được gọi là năm theo sao hay năm thiên văn. Đây là chu kỳ quỹ đạo trong một hệ quy chiếu quán tính (không quay).
- Chu kỳ giao hội (synodic) là thời gian để một thiên thể trở về vị trí ban đầu tương đối so với hai hay nhiều thiên thể khác. Trong cách dùng phổ biến, hai thiên thể này thường là Trái Đất và Mặt Trời. Thời gian giữa hai lần giao hội hay xung đối liên tiếp cũng đúng bằng chu kỳ giao hội. Đối với các thiên thể trong hệ Mặt Trời, chu kỳ giao hội (so với Trái Đất và Mặt Trời) khác biệt với chu kỳ chí tuyến hoặc theo sao do chuyển động của Trái Đất quanh Mặt Trời. Chẳng hạn, chu kỳ giao hội của quỹ đạo Mặt Trăng khi quan sát từ Trái Đất, tương đối với Mặt Trời, là 29,5 ngày mặt trời trung bình, do pha và vị trí của Mặt Trăng tương đối so với Mặt Trời và Trái Đất lặp lại sau chu kỳ này. Nó dài hơn chu kỳ theo sao của quỹ đạo Mặt Trăng quanh Trái Đất, tức là chỉ bằng 27,3 ngày mặt trời trung bình, điều này là do chu kỳ theo sao chưa tính đến chuyển động của Trái Đất quanh Mặt Trời.
- Chu kỳ giao điểm (draconic, draconitic hay nodal) là thời gian trải qua giữa hai lần liên tiếp thiên thể đi qua điểm nút lên của quỹ đạo của nó. Điểm nút lên là điểm trên quỹ đạo nơi nó giao cắt với hoàng đạo từ phía nam lên phía bắc. Chu kỳ này khác biệt so với chu kỳ theo sao bởi vì có sự tiến động của mặt phẳng quỹ đạo của thiên thể và của mặt phẳng hoàng đạo so với các sao cố định, do đó giao tuyến của chúng, đường tiết tuyến cũng tiến động so với các sao cố định. Mặc dù mặt phẳng hoàng đạo thường được giữ cố định tại vị trí của nó được xác định bởi một kỷ nguyên cụ thể, mặt phẳng quỹ đạo của thiên thể vẫn có thể tiến động, khiến cho chu kỳ giao điểm chênh lệch so với chu kỳ theo sao.[1]
- Chu kỳ cận điểm (anomalistic) là thời gian trải qua giữa hai lần liên tiếp mà thiên thể đi qua cận điểm quỹ đạo (trong trường hợp các hành tinh trong hệ Mặt Trời, nó được gọi là điểm cận nhật), tức là điểm gần nhất với thiên thể trung tâm. Nó khác biệt so với chu kỳ theo sao bởi vì bán trục lớn của thiên thể thường tiến động chậm.
- Ngoài ra, chu kỳ chí tuyến (tropical) của Trái Đất (một năm chí tuyến) là khoảng thời gian giữa hai lần trục quay của nó nghiêng về Mặt Trời, cũng được xem là khoảng thời gian giữa hai lần thiên thể đi qua vị trí có xích kinh bằng 0 h (điểm xuân phân). Một năm chí tuyến của Trái Đất ngắn hơn một chút so với chu kỳ để Mặt Trời hoàn thành một vòng trên hoàng đạo hay năm theo sao là bởi trục quay nghiêng và mặt phẳng xích đạo cũng tiến động (quay tương đối so với các sao tham chiếu), do đó trục sẽ nghiêng về Mặt Trời trước khi hoàn thành quỹ đạo. Vòng tiến động trục quay đối với Trái Đất, còn được gọi là tuế sai của điểm phân, có chu kỳ 25.772 năm.[2]

## Thiên thể quay quanh thiên thể trung tâm

Bán trục lớn (a) và bán trục nhỏ (b) của một elip

Theo định luật Kepler thứ ba, chu kỳ quỹ đạo T đối với hai vật thể có khối lượng, trong đó một vật chuyển động trong một quỹ đạo tròn hoặc elip là:
{\displaystyle T=2\pi {\sqrt {\frac {a^{3}}{\mu }}}}
trong đó:
- a là bán trục lớn của quỹ đạo elip, hay bán kính của quỹ đạo tròn
- μ = GM là tham số hấp dẫn tiêu chuẩn
  - G là hằng số hấp dẫn,
  - M là khối lượng của vật thể có khối lượng lớn hơn.

Đối với tất cả quỹ đạo elip có cùng bán trục lớn thì chu kỳ quỹ đạo là như nhau, bất kể độ lệch tâm của chúng.
Ngược lại, để tính toán khoảng cách mà một vật thể phải chuyển động để có một chu kỳ quỹ đạo cho trước:
{\displaystyle a={\sqrt[{3}]{\frac {GMT^{2}}{4\pi ^{2}}}}}
trong đó
- a là bán trục lớn của quỹ đạo,
- G là hằng số hấp dẫn,
- M là khối lượng của vật thể trung tâm,
- T là chu kỳ quỹ đạo.

Chẳng hạn, để hoàn thành một quỹ đạo sau 24 giờ quanh một khối lượng trung tâm 100 kg, một vật thể nhỏ hơn phải chuyển động trên quỹ đạo với khoảng cách 1.08 mét tính từ khối tâm của thiên thể trung tâm.
Trong trường hợp đặc biệt với quỹ đạo tròn lý tưởng, vận tốc quỹ đạo là không đổi và bằng (theo m/s)
{\displaystyle v_{\text{o}}={\sqrt {\frac {GM}{r}}}}
trong đó:
- r là bán kính của quỹ đạo tròn theo mét,
- G là hằng số hấp dẫn,
- M là khối lượng của vật thể trung tâm.

Vận tốc này tương ứng bằng 1⁄√2 lần (≈ 0.707 lần) vận tốc vũ trụ.

## Hai thiên thể quay quanh nhau
Trong cơ học thiên thể, khi khối lượng của cả hai vật thể quỹ đạo cần phải được xét đến, chẳng hạn hệ sao đôi, chu kỳ quỹ đạo T có thể được tính như dưới đây:
{\displaystyle T=2\pi {\sqrt {\frac {a^{3}}{G\left(M_{1}+M_{2}\right)}}}}
trong đó:
- a là tổng các bán trục lớn của các elip mà tâm của các thiên thể chuyển động trên đó, hay tương đương là bán trục lớn của elip mà trên đó một thiên thể chuyển động trong hệ quy chiếu có gốc tại thiên thể kia (bằng khoảng cách không đổi giữa chúng với quỹ đạo tròn),
- M1 + M2 là tổng khối lượng của hai thiên thể,
- G là hằng số hấp dẫn.

Đối với quỹ đạo parabol hay hyperbol, chuyển động là không tuần hoàn, và thời gian của toàn quỹ đạo là vô hạn.

## Chu kỳ giao hội
Một trong những đặc trưng cơ bản của hai thiên thể đều quay quanh một thiên thể thứ ba trên hai quỹ đạo khác nhau, và do đó hai chu kỳ quỹ đạo khác nhau, là chu kỳ giao hội của chúng, tức là khoảng thời gian giữa hai lần giao hội.
Một ví dụ của chu kỳ liên quan này là sự lặp lại hiện tượng hoặc vị trí tương đối của các thiên thể khi quan sát từ bề mặt Trái Đất, cụ thể là khi một hành tinh quay trở về vị trí giao hội hay xung đối so với Mặt Trời quan sát được. Chẳng hạn, Mộc Tinh có chu kỳ giao hội khoảng 398,8 ngày nhìn từ Trái Đất; do đó, sự xung đối của Mộc Tinh xảy ra 13 tháng một lần.
Nếu các chu kỳ quỹ đạo theo sao của hai thiên thể quanh trung tâm được ký hiệu là T1 và T2, sao cho T1 < T2, chu kỳ giao hội được cho bởi công thức:
{\displaystyle {\frac {1}{T_{\mathrm {syn} }}}={\frac {1}{T_{1}}}-{\frac {1}{T_{2}}}}

## Một số ví dụ về chu kỳ theo sao và giao hội

### Trái Đất
Chu kỳ theo sao của Trái Đất được gọi là năm thiên văn hay năm sao hay năm theo sao. Năm sao tương ứng với một vòng quay biểu kiến của Mặt Trời trên thiên cầu so với các sao, tức là khoảng thời gian mà xích kinh của Mặt Trời tính từ một điểm phân cố định tăng lên 360°. Nó bằng 365 ngày (tính bằng 24 giờ) cộng 6 giờ 9 phút 10 giây và bằng 365,2564 ngày Mặt Trời trung bình.
Nếu không có hiện tượng tiến động của Trái Đất làm điểm xuân phân di chuyển, gây ra tuế sai của điểm phân thì năm sao dài bằng năm xuân phân.

### Các hành tinh

Đồ thị log-log biểu thị liên hệ giữa bán trục lớn và chu kỳ quỹ đạo của các hành tinh

Chu kỳ theo sao và chu kỳ giao hội (với Mặt Trời và Trái Đất) của các hành tinh hay thiên thể khác trong Hệ Mặt Trời là (tính bằng ngày Trái Đất hoặc năm Trái Đất):
| Thiên thể       | Chu kỳ theo sao | Chu kỳ theo sao         | Chu kỳ giao hội | Chu kỳ giao hội |
| Thiên thể       | (y)             | (d)                     | (yr)            | (d)             |
| --------------- | --------------- | ----------------------- | --------------- | --------------- |
| Sao Thủy        | 0,240846        | 87,9691 ngày            | 0,317           | 115,88          |
| Sao Kim         | 0,615           | 224,701 ngày            | 1,599           | 583,9           |
| Trái Đất        | 1               | 365,25636 ngày mặt trời | —               | —               |
| Sao Hỏa         | 1,881           | 687,0                   | 2,135           | 779,9           |
| Sao Mộc         | 11,87           | 4331                    | 1,092           | 398,9           |
| Sao Thổ         | 29,46           | 10 747                  | 1,035           | 378,1           |
| Sao Thiên Vương | 84,01           | 30 589                  | 1,012           | 369,7           |
| Sao Hải Vương   | 164,8           | 59 800                  | 1,006           | 367,5           |
| 134340 Pluto    | 248,1           | 90 560                  | 1,004           | 366,7           |
| Mặt Trăng       | 0,0748          | 27,32 ngày              | 0,0809          | 29,5306         |
| 99942 Apophis   | 0,886           |                         | 7,769           | 2837,6          |
| 4 Vesta         | 3,629           |                         | 1,380           | 504,0           |
| 1 Ceres         | 4,600           |                         | 1,278           | 466,7           |
| 10 Hygiea       | 5,557           |                         | 1,219           | 445,4           |
| 2060 Chiron     | 50,42           |                         | 1,020           | 372,6           |
| 50000 Quaoar    | 287,5           |                         | 1,003           | 366,5           |
| 136199 Eris     | 557             |                         | 1,002           | 365,9           |
| 90377 Sedna     | 12.050          |                         | 1,0001          | 365,3           |

### Mặt Trăng
Chu kỳ theo sao của Mặt Trăng trên quỹ đạo quanh Trái Đất được gọi là tháng thiên văn hay còn gọi là tháng sao.
Một tháng thiên văn = 27 ngày 7 giờ 43 phút 11,6 giây = 27,321661 ngày Mặt Trời trung bình.
Tháng sao khác tháng giao hội (tức chu kỳ giao hội của Mặt Trăng hay tuần trăng) là do chuyển động quay quanh Mặt Trời của Trái Đất. Khi Mặt Trăng quay trọn một vòng quanh Trái Đất thì Trái Đất cũng quay được một góc khoảng 27° quanh Mặt Trời (điều này thể hiện ở hiện tượng biểu kiến là Mặt Trời di chuyển trên hoàng đạo về phía đông so với nền sao). Do đó Mặt Trăng phải đi thêm 2,2 ngày nữa để khớp với chu kỳ pha (tháng giao hội) của nó, khi đó tương quan vị trí biểu kiến của Mặt Trăng với Mặt Trời mới trở lại như cũ. Khoảng thời gian 2,2 ngày chính là chênh lệch giữa tháng sao và tháng giao hội.